# Diaspis colvei
Diaspis colvei är en insektsart som beskrevs av Albert Julius Otto Penzig 1887. Diaspis colvei ingår i släktet Diaspis och familjen pansarsköldlöss. Inga underarter finns listade i Catalogue of Life.